# (2735) Ellen
(2735) Ellen es un asteroide perteneciente al cinturón interior de asteroides. Fue descubierto por Tod Richard Lauer y Schelte John Bus desde el observatorio del Monte Palomar, Estados Unidos, el 13 de septiembre de 1977.

## Designación y nombre
Ellen se designó al principio como 1977 RB.
Más adelante fue nombrado en honor de la astrónoma estadounidense Ellen Suzanne Howell, esposa del descubridor

## Características orbitales
Ellen está situado a una distancia media de 1,857 ua del Sol, pudiendo alejarse hasta 1,959 ua y acercarse hasta 1,755 ua. Su inclinación orbital es 23,06 grados y la excentricidad 0,05492. Emplea 924,3 días en completar una órbita alrededor del Sol.
Ellen forma parte del grupo asteroidal de Hungaria.

## Características físicas
La magnitud absoluta de Ellen es 14,32 y el periodo de rotación de 159 horas. Está asignado al tipo espectral SDU:: de la clasificación Tholen.